# شهرستان اوسمانسکی
شهرستان اوسمانسکی (به لاتین: Usmansky District) یک شهرستان در روسیه است که در استان لیپتسک واقع شده‌است.